# Подранки
«Подра́нки» — советский художественный полнометражный цветной фильм, снятый режиссёром Николаем Губенко на киностудии «Мосфильм» в 1976 году.

## Сюжет
В качестве эпиграфа использованы слова писателя Александра Твардовского:
Дети и война — нет более ужасного сближения противоположных вещей на свете
Писатель Алексей Бартенев возвращается в город, где провёл детство. Вырос он в детском доме, так как его родители погибли во время войны, когда ему ещё не было и года (отец погиб на фронте, мать повесилась).
Алексей очень хочет найти своих двух братьев, которых совсем не помнит. Адрес и судьбу своих родственников он находит в архиве. Сестра Наташа умерла в 1947 году. Старшие братья были усыновлены разными семьями. Сергей Погарцев, старший брат, стал уголовником-рецидивистом и отбывал на момент их знакомства третий срок. Денис Кусков, средний брат, был усыновлён партийным функционером и, в отличие от остальных братьев и сестры, рос в довольно благополучной обстановке.
Наташа была в гостях у Дениса, и приём ей был оказан самый неприятный, но подробностей она Алёше не рассказала. Алеша и сам пытался познакомиться с Денисом, но тот сделал вид, что не понимает, в чём дело. Уже значительно позднее, будучи взрослым, Денис признался, что всё помнит и сожалеет.
Детство главного героя показано отрывочными сюжетами, в которых отражён суровый быт послевоенной Одессы. Алёша, изображая немого, вместе с шайкой таких же беспризорников и сестрой Наташей меняет краденый патефон на кусок хлеба. Чуть позже, отследив гражданку с курицей, они пытаются украсть продукты: Наташа отвлекает гражданку, Алёша через балкон проникает в квартиру. Сосед-милиционер сорвал попытку кражи и сдал пойманного беспризорника в детприёмник. Наташа сама приходит в этот детприёмник, чтобы их с братом не разлучили.
Фильм заканчивается чтением за кадром строк Геннадия Шпаликова (с некоторыми купюрами) «По несчастью или к счастью…»

## В ролях
- Юозас Будрайтис — Алексей Бартенев, поэт и писатель (озвучивал Николай Губенко)
- Георгий Бурков — Сергей Николаевич Погарцев, старший брат
- Александр Калягин — Денис Николаевич Кусков, архитектор, средний брат
- Алёша Черствов — Алёша Бартенев
- Жанна Болотова — Алла Константиновна, учительница биологии
- Ролан Быков — Владимир Громов, военрук
- Николай Губенко — Григорий Альбертович Криворучко, воспитатель в интернате
- Наталья Гундарева — Тася
- Евгений Евстигнеев — сторож-истопник в интернате
- Зоя Евсеева — Валька Ганьдин, воспитанник
- Эльза Леждей — мачеха Дениса
- Бухути Закариадзе — директор интерната
- Пантелеймон Крымов — Сергей Макарович, учитель литературы (озвучивал Андрей Попов)
- Виктор Филиппов — милиционер, сосед Фроси
- Валентина Березуцкая — Валюша, нянечка в приюте
- Даниил Нетребин — Даня, врач в детском приёмнике
- Георгий Кавтарадзе — учитель физкультуры
- Людмила Шагалова — Нина Григорьевна, воспитательница в шляпке
- Михаил Херхеулидзе — старьёвщик
- Николай Волков — дядя Коля (Николай Степанович), приемный отец Алёши
- Дмитрий Бессонов — Вадим Федотович, воспитатель

## Съёмочная группа
- Автор сценария: Николай Губенко
- Режиссёр-постановщик: Николай Губенко
- Оператор-постановщик: Александр Княжинский
- Художник-постановщик: Александр Толкачёв
- Звукооператор: В. Шмелькин
- Стихи: Геннадий Шпаликов

## Фестивали и кино
- 1977 — Каннский кинофестиваль — Участие в Основной программе
- 1977 — МКФ в Чикаго — Приз «Бронзовый Хьюго»
- 1977 — МКФ в Тегеране — Почётный диплом Союза иранских кинокритиков
- 1978 — МКФ в Сантарене — Приз «Золотая гроздь»
- 1978 — Всесоюзный кинофестиваль — Главный приз[2]

## Факты
- Подранок — раненый зверь или птица.[3]
- В фильме использованы музыкальные композиции Антонио Вивальди, Алессандро Марчелло, Арканджело Корелли[4]
- Фильм носит автобиографический характер, так как Николай Губенко, как и главный герой картины, потерял отца и мать в начале войны и попал в детский дом[3]
- Роль одного из воспитанников интерната Вальки Ганьдина сыграла девочка — Зоя Евсеева[5]
- Несколько сцен из детства писателя снимались в Воронеже (Никольская церковь, улица Карла Маркса)[6].